# 德扬·布尔乔维奇
德扬·布尔乔维奇（羅馬化：Dejan Brđović，1966年2月21日—2015年12月21日），塞尔维亚男子排球运动员。他曾代表南联盟参加1996年夏季奥林匹克运动会排球比赛，结果获得一枚铜牌。